# Theodor Bergmann (Agrarwissenschaftler)

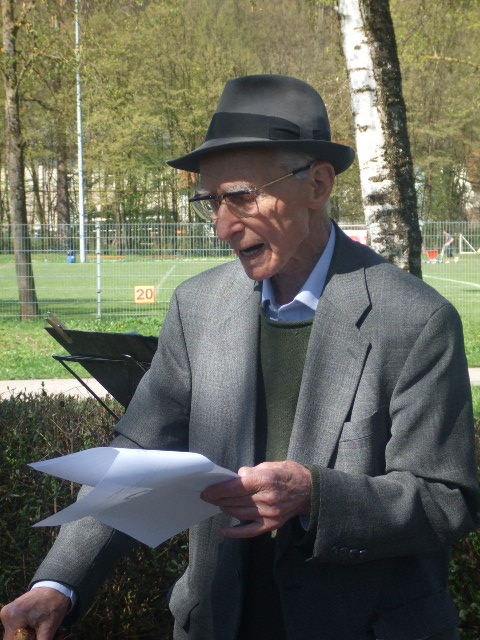
Theodor Bergmann hält die Hauptansprache bei der Gedenkfeier für den Hitler-Attentäter Georg Elser am 19. April 2009 in Heidenheim-Schnaitheim

Theodor Bergmann (geboren am 7. März 1916 in Berlin; gestorben am 12. Juni 2017 in Stuttgart) war ein deutscher Agrarwissenschaftler, Buchautor und Aktivist der Gruppe Arbeiterpolitik. Er war bis 1981 Professor für international vergleichende Agrarpolitik an der Universität Hohenheim.

## Leben
Theodor Bergmann, siebter Sohn des Berliner Rabbiners Judah Bergmann und jüngster Bruder von Alfred, Ernst David und Josef Bergmann, trat 1927 dem Jung-Spartakus-Bund und dem Sozialistischen Schülerbund bei. 1929 schloss er sich dem KJVD-O, der Jugendorganisation der soeben gegründeten KP-Opposition (KPO), an. 1933, unmittelbar nach der Machtübernahme Hitlers, konnte er noch sein Abitur machen, musste aber im selben Jahr emigrieren.
Er floh zunächst über das Saarland ins damalige Palästina, wo er u. a. in einem Kibbuz arbeitete; von dort ging er 1935 in die Tschechoslowakische Republik, wo er in Tetschen ein Studium der Agrarwissenschaften aufnahm. Gleichzeitig leistete er antifaschistische Arbeit, indem er Flugblätter anfertigte, die anschließend über die Grenze nach Deutschland geschmuggelt wurden. Nach dem Münchner Abkommen 1938 floh er weiter nach Schweden. Hier leitete er gemeinsam mit seinem 2005 verstorbenen älteren Bruder Josef Bergmann die Strukturen der KP-Opposition und war außerdem in der Landesgruppe Deutscher Gewerkschafter in Schweden aktiv.
Nach seiner Rückkehr nach Deutschland 1946 schloss er 1947 in Bonn ein Studium der Agrarwissenschaften ab und promovierte 1955 an der Universität Hohenheim zum Strukturwandel in der Landwirtschaft Schwedens. Ab 1956 war er bei der Landwirtschaftskammer Hannover angestellt. 1965 wurde er wissenschaftlicher Mitarbeiter an der Universität Hohenheim in Stuttgart. Nach der Habilitation 1968 und einer Gastprofessur von 1971 bis 1972 an der University of New England in Armidale/Australien wurde er 1973 in Hohenheim zum außerplanmäßigen Professur für international vergleichende Agrarpolitik ernannt.
An der Universität Hohenheim zählte er in den Jahren um 1975 zu der kleinen Gruppe von Professoren, die sich für marxistische Studenten einsetzte, die vom Radikalenerlass betroffen waren. So hatten Winfried Kretschmann und Jörg Hofmann vor allem seiner Fürsprache den Verbleib an der Universität zu verdanken. Nach seiner Emeritierung 1981 widmete sich Theodor Bergmann verstärkt der Geschichte der Arbeiterbewegung im Allgemeinen und der Geschichte der KPO im Besonderen.
In der Nachkriegszeit gehörte er viele Jahre zu den leitenden Mitgliedern der KPO-Nachfolgeorganisation Gruppe Arbeiterpolitik (Arpo), von 1948 bis 1952 fungierte er als Herausgeber ihrer Zeitschrift Arbeiterpolitik.
Bergmann war aktives Mitglied der Initiative zur Vernetzung der Gewerkschaftslinken und Redaktionsmitglied des Netzwerk-Info Gewerkschaftslinke sowie ab 1990 Mitglied der PDS, für die er 1990 bei den Bundestagswahlen kandidierte und deren Landesverband in Baden-Württemberg er 1990/1991 vorstand. Seit 2007 war Bergmann Mitglied der Partei Die Linke. Bergmann war Ehrenmitglied der Linksjugend solid Stuttgart.
Außerdem war er Autor, Herausgeber und Übersetzer von 50 Büchern zur Agrarpolitik und zur Geschichte der internationalen Arbeiterbewegung. Seine Publikationen zur Geschichte der Arbeiterbewegung sind im VSA-Verlag erschienen. In der Zeitschrift Sozialismus hat er Artikel zur Arbeiterbewegung veröffentlicht. Für das Historisch-kritische Wörterbuch des Marxismus schrieb Bergmann mehrere Artikel.
Bergmann lebte zuletzt in Stuttgart, wo er im Juni 2017 im Alter von 101 Jahren nach kurzer schwerer Krankheit starb.

## Publikationen
- Wandlungen der landwirtschaftlichen Betriebsstruktur in Schweden. Berlin 1956
- Wiederaufsplitterung nach der Flurbereinigung in Unterfranken. Bielefeld 1958 (mit Ludwig Neckermann)
- Die landwirtschaftliche Bevölkerung im System der Sozialversicherung. Ein internationaler Vergleich. Göttingen 1960
- Stand und Formen der Mechanisierung der Landwirtschaft in den asiatischen Ländern. Teil 2. Südasien. Stuttgart 1966
- Funktionen und Wirkungsgrenzen von Produktionsgenossenschaften in Entwicklungsländern. Frankfurt 1967
- Die Genossenschaftsbewegung in Indien. Geschichte, Leistungen, Aufgaben. Frankfurt 1971.
- 50 Jahre KPD (Opposition): 30.12.1928 – 30.12.1978; der Beitrag der KPO zur marxistischen Theorie und zur Geschichte der deutschen Arbeiterbewegung. Versuch einer kritischen Würdigung. Hannover 1978, ISBN 3-88209-009-X.
- Agrarpolitik und Agrarwirtschaft sozialistischer Länder. 2. üb. Aufl. Saarbrücken 1979. ISBN 3-88156-115-3.
- Sozialistische Agrarpolitik. Köln 1984. (gemeinsam mit Peter Gey und Wolfgang Quaisser) ISBN 3-7663-0892-0.
- Die Geschwister Thalheimer. Skizzen ihrer Leben und Politik. Mainz 1993 (mit Wolfgang Haible) ISBN 3-929455-12-9.
- Von der Utopie zur Kritik. Friedrich Engels – ein Klassiker nach 100 Jahren. Hamburg 1996 (Hrsg., gemeinsam mit Mario Keßler, Joost Kircz und Gert Schäfer) ISBN 3-87975-688-0.
- mit Wolfgang Haible Hg.: Reform, Demokratie, Revolution. Zur Aktualität von Rosa Luxemburg. Supplement zu Sozialismus H. 5, Hamburg 1997, ISBN 3-87975-921-9.
- Der Widerschein der Russischen Revolution. Ein kritischer Rückblick auf das Jahr 1917 und die Folgen. Hamburg 1997. (Hrsg., gemeinsam mit Wladislaw Hedeler, Mario Keßler und Gert Schäfer) ISBN 3-87975-704-6.
- Friedrich Westmeyer. Von der Sozialdemokratie zum Spartakusbund. Eine politische Biographie. Hamburg 1998. (mit Wolfgang Haible und Galina Iwanowa) ISBN 3-87975-719-4.
- Ketzer im Kommunismus. 23 biographische Essays. Hamburg 2000 (Hrsg., gemeinsam mit Mario Keßler)
- Im Jahrhundert der Katastrophen. Autobiographie eines kritischen Kommunisten. Hamburg 2000, ISBN 3-87975-784-4. (3., aktualisierte und ergänzte Auflage 2016, ISBN 978-3-89965-688-6.)
- Gegen den Strom. Die Geschichte der KPD (Opposition). Hamburg 2001, ISBN 3-87975-836-0.
- Geschichte wird gemacht. Soziale Triebkräfte und internationale Arbeiterbewegung im 21. Jahrhundert. Hamburg 2002. (Hrsg., gemeinsam mit Wolfgang Haible und Gert Schäfer) ISBN 3-87975-888-3.
- Krise und Zukunft des Kibbutz. Weinheim 2002. (gemeinsam mit Ludwig Liegle) ISBN 3-7799-1020-9.
- Die Thalheimers. Geschichte einer Familie undogmatischer Marxisten. Hamburg 2004. ISBN 3-89965-059-X.
- Rotes China im 21. Jahrhundert. Hamburg 2004. ISBN 3-89965-098-0.
- China entdeckt Rosa Luxemburg. Berlin 2007. ISBN 3-320-02101-X.
- „Klassenkampf & Solidarität“. Geschichte der Stuttgarter Metallarbeiter. Hamburg 2007, ISBN 978-3-89965-236-9.
- Internationalismus im 21. Jahrhundert. Lernen aus Niederlagen – für eine neue internationale Solidarität. Hamburg 2009, ISBN 978-3-89965-354-0.
- Internationalisten an den antifaschistischen Fronten. Spanien, China, Vietnam Hamburg 2009, ISBN 978-3-89965-367-0.
- Weggefährten. Gesprächspartner – Lehrer – Freunde – Helfer eines kritischen Kommunisten. Hamburg 2010, ISBN 978-3-89965-443-1.
- Der 100-jährige Krieg um Israel. Eine internationalistische Position zum Nahostkonflikt. Hamburg 2011, ISBN 978-3-89965-460-8 (Neuausgabe mit einem aktuellen Vorwort 2017, ISBN 978-3-89965-784-5).
- Strukturprobleme der kommunistischen Bewegung. Irrwege – Kritik – Erneuerung. Hamburg 2012, ISBN 978-3-89965-492-9.
- Sozialisten Zionisten Kommunisten: Die Familie Bergmann-Rosenzweig – eine kämpferische Generation im 20. Jahrhundert. Hamburg 2014, ISBN 978-3-89965-615-2.

Eine ausführliche Bibliographie findet sich in dem Heft Theodor Bergmann: Die Tradition kritischer Solidarität von Luxemburg bis Gorbatschow. Pankower Vorträge, Heft 200, hrsg. v. Helle Panke, Berlin 2016, S. 24–60.

## Film
- „Dann fangen wir von vorne an.“ Ein Film über Theodor Bergmann – (Über)Leben eines kritischen Kommunisten im 20. Jahrhundert. Dokumentarfilm von Thorsten Fuchshuber, Julia Preuschel, Gabriele Reitermann und Danièle Weber, D 2006, 80 min.[4]
- Gegen den Strom – Eine Begegnung mit Theodor Bergmann (KPD-Opposition). Video-Dokumentation von Jürgen Enders, D 2014, 51 min.